# 몬트리올 교통공사
몬트리올 교통공사(프랑스어: Société de transport de Montréal)은 퀘벡주 몬트리올섬 등지에서 지하철과 버스, 휠체어 수송 등의 대중교통을 담당하는 공기업으로, 캐나다에서 토론토 교통국 다음으로 두 번째로 승객을 많이 실어나르는 교통 업체이기도 하다.

## 역사

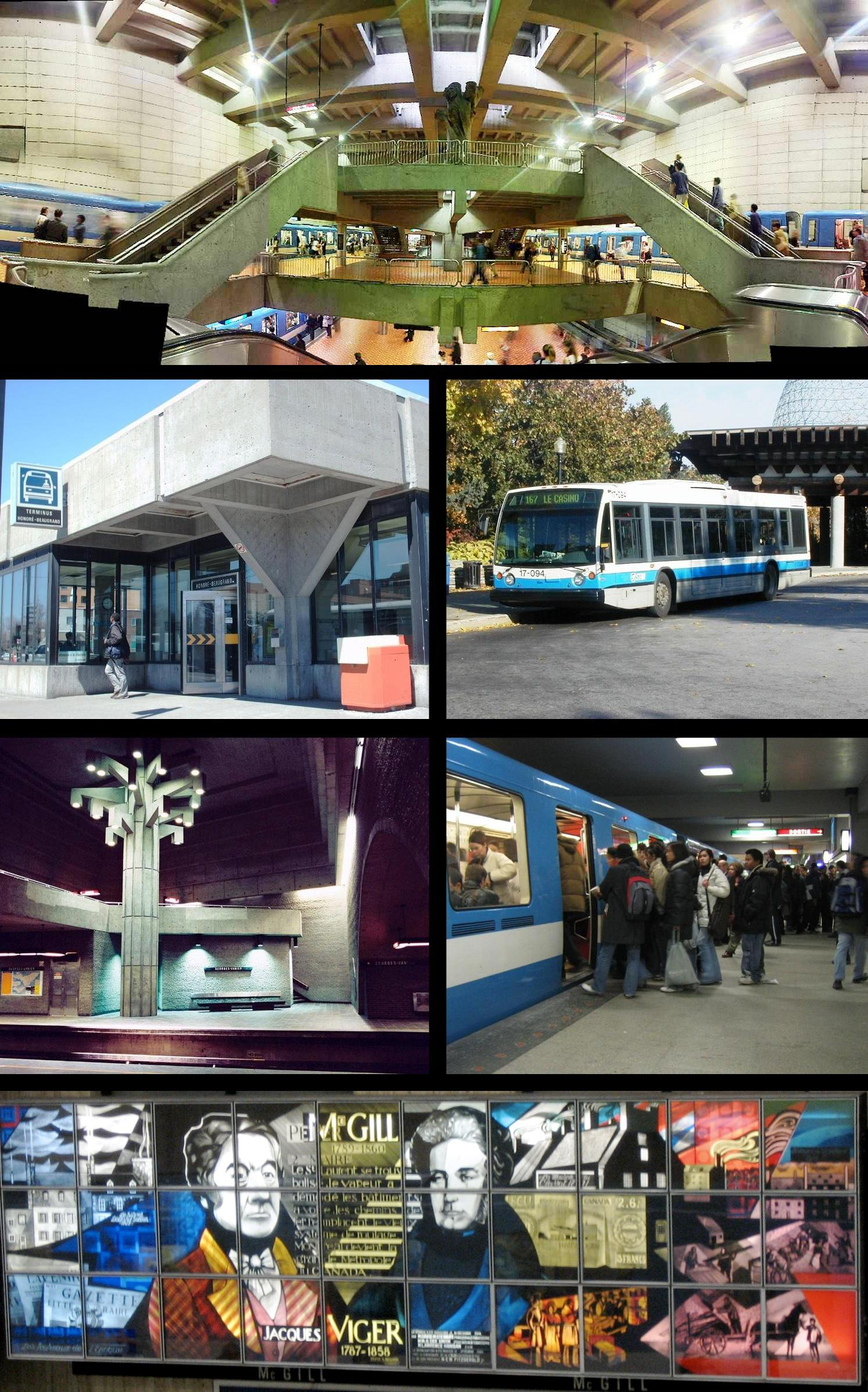
몬트리올 교통공사의 지하철역, 버스 및 전동차

몬트리올 교통공사는 2002년에 몬트리올 도시공동체 교통공사 (Société de transport de la Communauté urbaine de Montréal, STCUM) 을 대체할 기관으로 설립되었으나, 몬트리올의 대중교통 역사는 19세기 중순으로 거슬러 올라간다. 1861년부터 1886년까지, 몬트리올 시 여객철도사(Montreal City Passenger Railway Company)는 도심을 위주로 자그마한 전차 노선을 운행하였다.
이후 1886년, 이 회사는 몬트리올 시내전차 회사 (Montreal Street Railway Company) 로 명칭을 바꾸었으며, 1892년에는 전기로 운행되는 노면 전차가 '로켓'이라는 이름을 달고 운행을 시작하였으며, MSRC가 운행하는 전차 노선은 1894년에 들어서 모두 전철화되었다. MSRC의 역할이 점점 커져가면서 1907년, 회사는 몬트리올 교외 지역을 운행하는 통근열차 노선의 운영을 맡기도 하였다. 노면 전차를 더불어 교외 노선까지 운행하던 MSRC는 1911년 3월, 사명을 몬트리올 전차회사 (Montreal Tramway Company) 로 그 명칭을 변경하였다.
몬트리올에 버스가 도입된 시기는 1919년으로 초창기에는 브릿지 스트리트를 따라 운행되다가 1925년 8월에는 뤼 생앙토앙 웨스트에 크레그 터미널이 설치되고 1926년에는 아브뉘 뒤 몽루아얄에 차고가 설치되어 정식으로 운행을 시작하였다. 1937년에 들어서 트롤리버스가 도입되었으며, 39년에 들어서는 노면전차 929대, 트롤리버스 7개, 버스 224대로 연간 2억 명의 승객을 실어나르는 거물로 성장하였다. 1936년부터 50년대 후반까지 노면전차는 점차 버스로 대체되고 1959년을 마지막으로 노면전차는 자취를 감추게 되었다.

1951년, 퀘벡 정부는 몬트리올 지역에 통합된 대중교통 운영 기관이 필요하다고 보고 몬트리올 교통위원회 (la Commission de transport de Montréal, CTM)를 설치하였다. 이와 동시에 뤼 생드니 연선은 수요가 점점 늘어나면서 1955년 6월에 처음으로 급행버스가 생겼다.
1960년대는 몬트리올이 엑스포를 유치함과 동시에 더 많은 승객을 실어나를 수 있는 지하철의 건설에 대한 논의가 급물살을 탔다. 1961년 10월 20일, 몬트리올 시 당국은 지하철에 대한 구체적인 계획안을 발표하고, 11월 3일, 몬트리올 시의회는 1억 3200만 달러를 들여 지하철을 짓게 된다. 5년 동안의 공사 뒤에 몬트리올 지하철은 1966년에 1호선 초록색 선과 2호선 오렌지 선을 시작으로 이후 4호선 노란색 선과 80년대 5호선 파란색 선 등 확장을 거듭하여 오늘날에 이르렀다.
CTM이 세워진 지 34년이 지나고, 몬트리올 교통위원회는 1970년 1월에 몬트리올 도시공동체 교통위원회 (la Commission de transport de la communauté urbaine de Montréal, CTCUM) 로 그 이름을 바꾸었고 85년에는 교통위원회에서 교통공사 (la Société de transport de la communauté urbaine de Montréal, STCUM) 로 그 이름을 바꾸어 광역 몬트리올 지역의 대중교통을 운행하게 되었다. 몬트리올 도심과 교외 지역을 잇는 통근열차는 1996년에 새로 생긴 주립 공기업인 광역교통기관 (l'Agence métropolitaine de transport, AMT) 이대신 맡게 되었다.
몬트리올 교통공사는 2002년 STCUM의 전신을 이어 오늘날까지 이르고 있다.

## 운행 체계

### 요금
몬트리올의 지하철과 버스 요금은 단일 요금제로 1회용 승차권으로 지하철과 버스간에 추가 요금 없이 두 시간 동안 사용이 가능하다.
버스 및 지하철 표는 다양한 형태로 존재하는데 일회용 마그네틱 승차권을 포함해 교통카드 단말기에 인식이 가능한 주간 마그네틱 승차권, 현금으로 요금을 내면 받는 환승 표, 그외 버스 운전자나 유인 개찰구에서 직접 표를 보여줘야 하는 종이 표 또한 존재한다.
몬트리올섬 경계를 벗어나는 지하철역인 오렌지 선의 카르티에, 들라콩코드 및 몽모랑시 역을 포함해 노란색 선의 롱괴이-유니베르시테 드 쉐르부르크 역은 몬트리올섬과는 다른 요금 체계가 적용된다.

몬트리올의 지하철과 버스는 또한 엑소의 일부 통근열차 역과도 환승이 가능한데, 오렌지 선의 방돔, 루시앙랄리에, 보나방튀르, 들라콩코드 역과 파란색 선의 파크 역에서 통근열차로 갈아탈 수 있다.

2019년 7월 1일을 기준으로 몬트리올 교통공사의 요금은 아래와 같으며, 어린이, 청소년, 대학생, 노인의 경우 신분증 사진이 포함된 OPUS 카드를 만들면 요금 할인을 받을 수 있다.
| 요금 종류    | 어른   | 학생 (만 18-25세) | 어린이 (만 6-11세) | 청소년 (만 12-17세) | 노인 (만 65세 이상) |
| ------------ | ------ | ----------------- | ------------------ | ------------------- | ------------------- |
| 편도 (1회권) | $3.50  | $3.50             | $2.50              | $2.50               | $2.50               |
| 왕복 (2회권) | $6.50  | $6.50             | $4.25              | $4.25               | $4.25               |
| 10회권       | $29.00 | $29.00            | $17.50             | $17.50              | $17.50              |
| 저녁 무제한  | $5.50  | $5.50             | $5.50              | $5.50               | $5.50               |
| 1일권        | $10.00 | $10.00            | $10.00             | $10.00              | $10.00              |
| 주말 무제한  | $14.00 | $14.00            | $14.00             | $14.00              | $14.00              |
| 3일권        | $19.50 | $19.50            | $19.50             | $19.50              | $19.50              |
| 1주일권      | $26.75 | $26.75            | $16.00             | $16.00              | $16.00              |
| 1개월권      | $86.50 | $52.00            | $52.00             | $52.00              | $52.00              |
| 4개월권      | -      | $204.00           | $204.00            | $204.00             | $204.00             |
| 공항버스     | $10.00 | $10.00            | $10.00             | $10.00              | $10.00              |

### 시간표
몬트리올 지하철의 모든 역에는 벨 미디어의 광고업체인 메트로비지옹 (MétroVision)에서 운영하는 전광판이 설치되어있다. 이 전광판은 열차의 행선지와 다음 도착 시각, 각종 업체 광고 및 RDI 뉴스 단신 및 메테오메디아 (MétéoMédia)의 날씨 정보를 제공한다. 버스 노선의 경우에는 구글 맵스나 STM 앱 등의 스마트폰 어플 등을 활용할 수 있으며, 또한 STM 홈페이지와 전화번호를 통해서 버스 시간표를 안내받을 수 있다.
2014년에 공사 측은 버스의 GPS를 통해 실시간 도착 정보를 알려주는 이뷔스 (iBus) 프로젝트를 발표하였으며, 이에 따라 버스 내부에는 다음 정류장을 알려주는 전광판과 안내방송은 물론, 주요 버스 정류장에는 다음 버스가 언제 오는 지 실시간으로 알려주는 전광판이 설치되고 있다. 현재 이뷔스 시스템은 몽루아얄 차고의 14개 버스 노선과 프롱트낙 차고의 26개 노선, 또한 르장드르 차고의 9개 노선 등 총 49개 노선에 시행되고 있다.

## 운행 계통

### 지하철
STM은 1호선 녹색 선, 2호선 오렌지 선, 4호선 노란색 선, 5호선 파란색 선 등 총 네 개의 지하철 노선을 운행한다. 몬트리올 지하철은 주로 몬트리올섬을 위주로 운행하나 2호선 오렌지 선은 섬 북쪽의 라발까지, 4호선 노란색 선은 섬 남쪽의 롱괴이까지 운행한다. 지하철은 매일 아침 5시 30분에 운행을 시작하고 노선과 요일에 따라 오전 12시 30분에서 1시 30분까지 운행한다. 승객이 많은 주요 노선인 녹색 선과 오렌지 선은 평일 러시아워에 2-4분 간격으로 운행하며 평시에는 5-12분 간격으로 운행한다.

### 버스

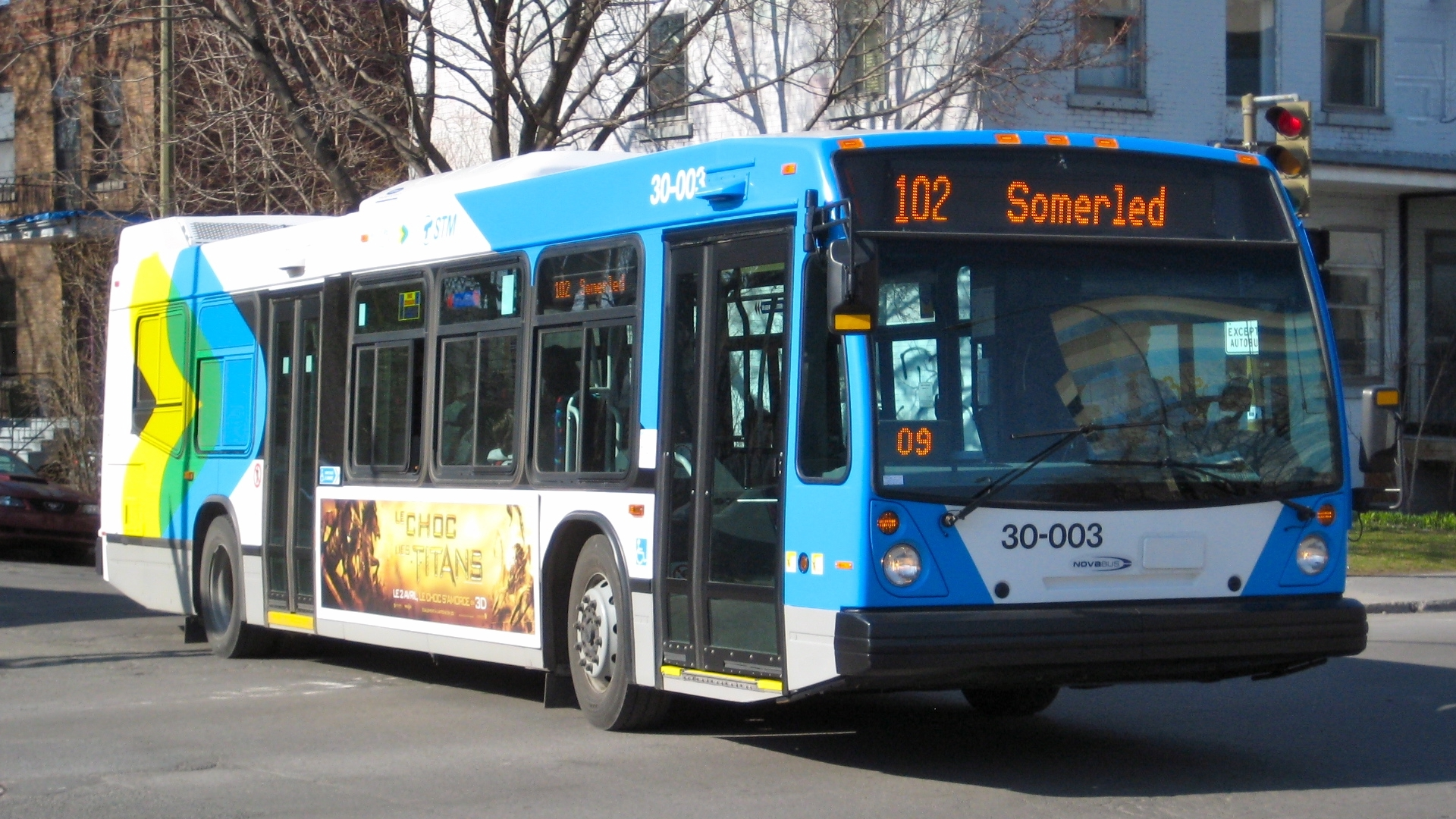
노바 저상버스 기종 (LFS)

몬트리올 교통공사는 주간 버스 노선 170개와 야간 버스 노선 23개를 운행하고 있으며, STM의 버스 노선은 2016년 1/4분기 기준 하루 평균 94만 1400여명을 실어나르고 있다. 모든 버스는 노선 번호와 이름이 표기되어 있으며, 노선 이름은 주로 운행하는 도로 또는 지역 이름이 달려있다.

- 일반 완행버스는 10번부터 249번까지의 버스로, 대부분의 버스는 매일 오전 5시부터 다음 날 오전 1시까지 운행한다. 일부 노선은 평일 러시아워에만 운행하기도 하고 한 방향으로만 운행하기도 한다. 주말과 공휴일에는 대부분의 노선이 배차가 평일에 비해 적은 편이다.
  - 10분 배차 간격 네트워크는 일반 완행버스 중에서 승객이 많이 몰리는 노선에 한해 러시아워 및 주중 내내 한 방향 또는 양방향으로 최대 10분 배차 간격으로 운행하는 노선이다.
- 골드 셔틀버스(Navettes d'Or)는 250번부터 299번까지의 셔틀버스로, 노약자 승객들을 위해 지역의 쇼핑몰이나 커뮤니티 센터 등의 핵심 지역을 순환하는 버스 노선이다. 운행 요일은 노선마다 다르며, 주말과 공휴일에는 원칙적으로 운행하지 않는다.
- 심야 버스는 350번부터 399번까지의 버스 노선으로, 주로 지하철과 주간 버스가 끊기는 시간대인 오전 1시부터 5시까지 최대 45분 간격으로 운행한다. 심야 버스 노선은 일반 버스보다 비교적 긴 노선으로 운행하며 일부 노선은 금요일 밤과 토요일 밤에 추가 배차로 운행하기도 한다.
- 급행 버스는 400번에서 499번 사이의 버스 노선으로, 부도심과 교외 지역에서 인근 통근열차 또는 지하철역까지 평일 출퇴근 시간대에 한 방향 또는 양방향 급행으로 운행한다.
- 셔틀 버스는 700번에서 799번 사이의 버스 노선으로, 특별한 이벤트나 경기가 열릴 때, 또는 관광 명소 등으로 승객을 실어나른다. 라롱드나 카지노, 몬트리올 구 항구 등의 관광명소 셔틀버스는 물론 24시간 몬트리올 시내와 트뤼도 국제공항간을 잇는 공항버스도 이에 포함된다.

## 같이 보기
- 엑소
- 몬트리올의 시내버스 노선 목록
- 몬트리올 지하철